# Tadeusz Kantor

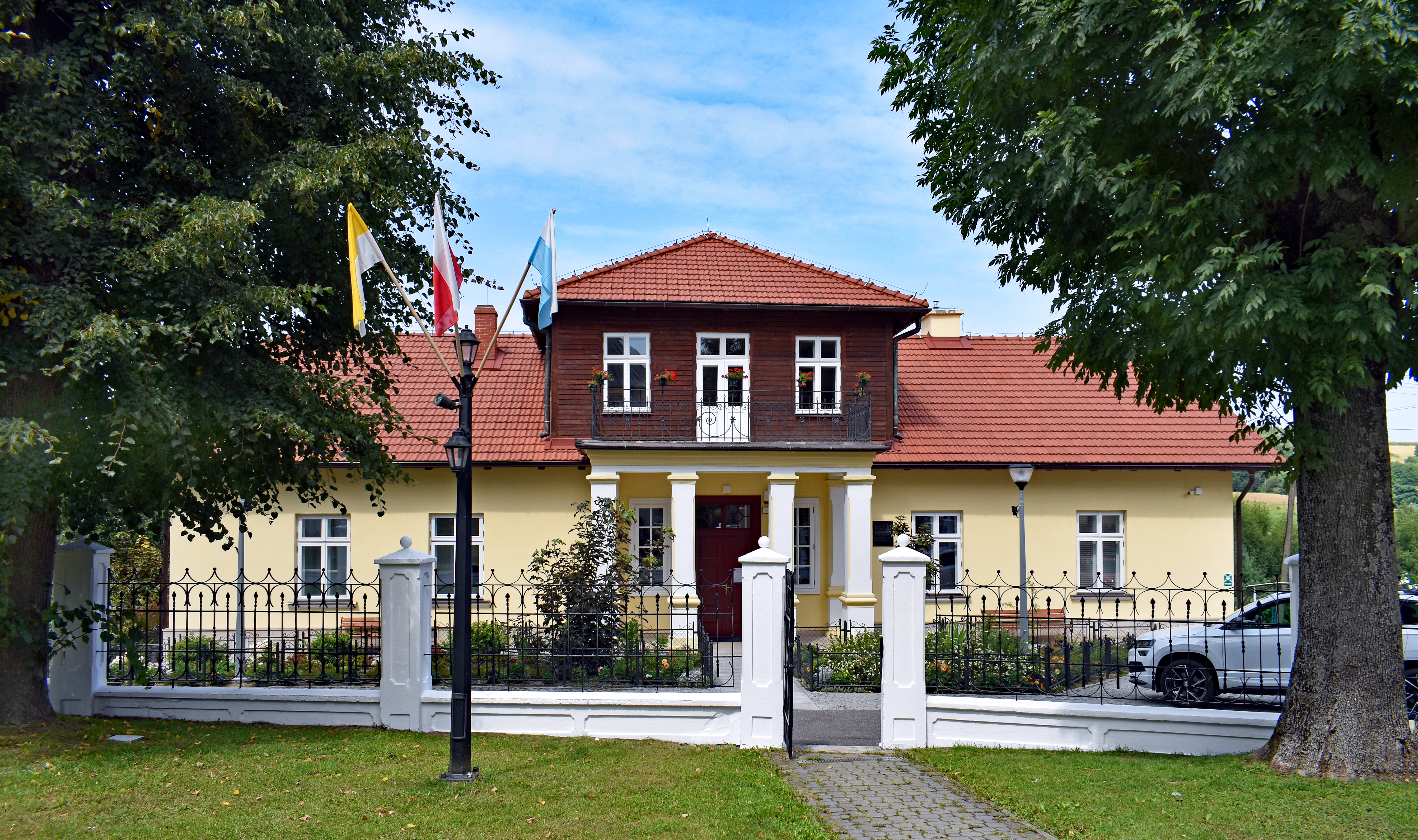
Wielopole Skrzyńskie. Kantorówka. Miejsce narodzin Tadeusza Kantora, obecnie jego muzeum.

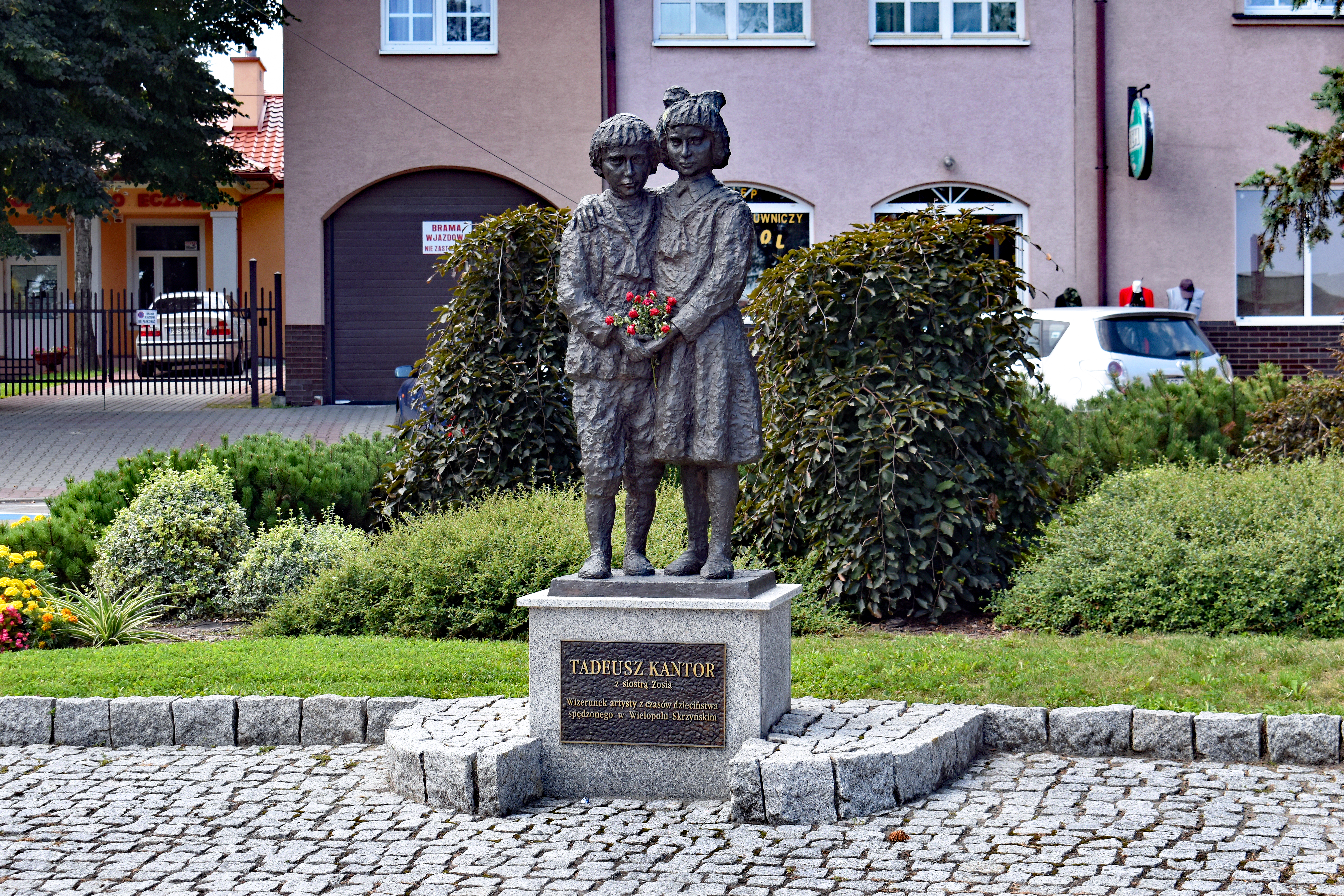
Pomnik Tadeusza Kantora i jego siostry Zosi na Rynku w Wielopolu Skrzyńskim

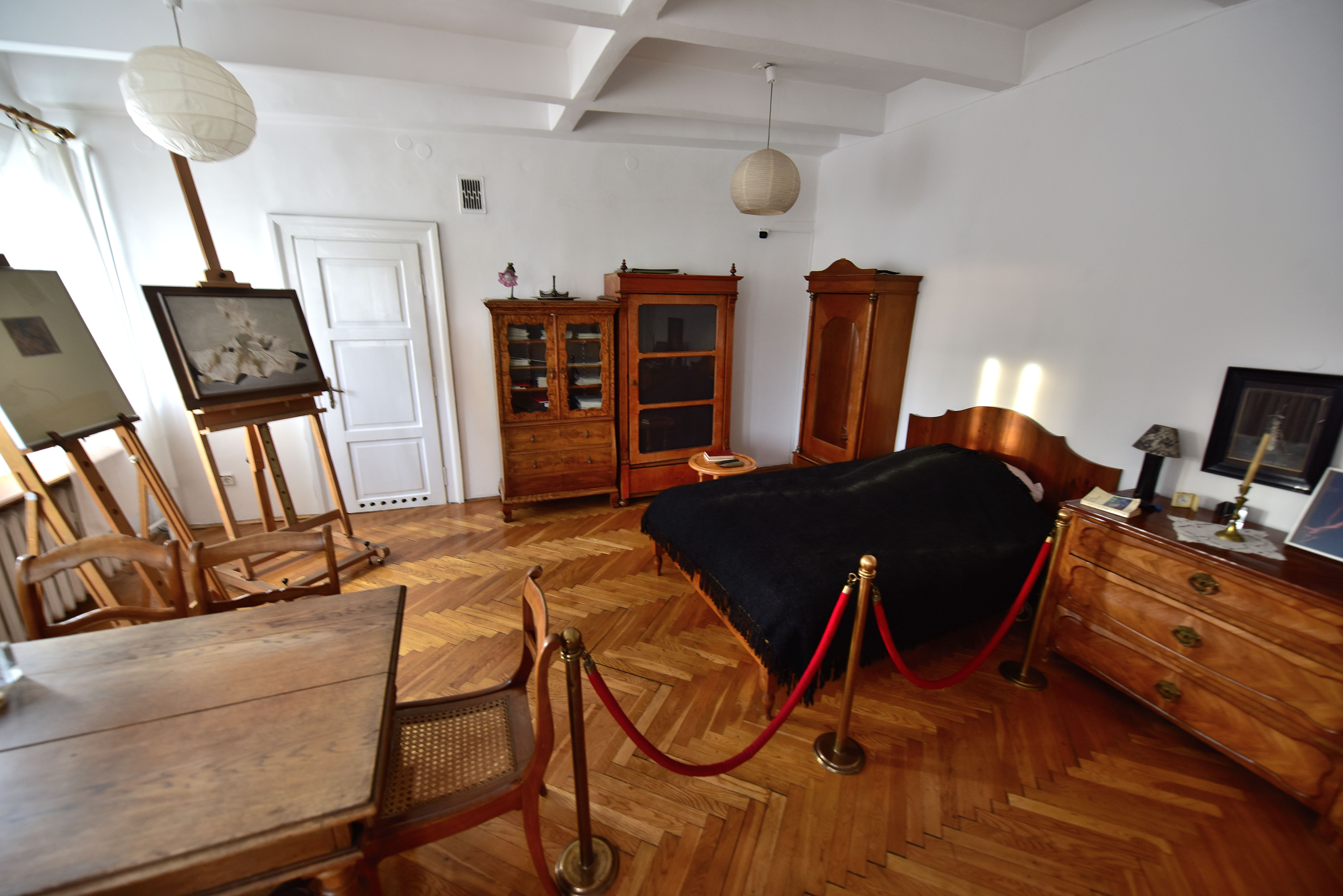
Pokój Tadeusza Kantora, „Biedny Pokoik Wyobraźni” w jego mieszkaniu-pracowni przy ul. Siennej 7 m. 5 w Krakowie, w którym mieszkał w latach 1987–1990

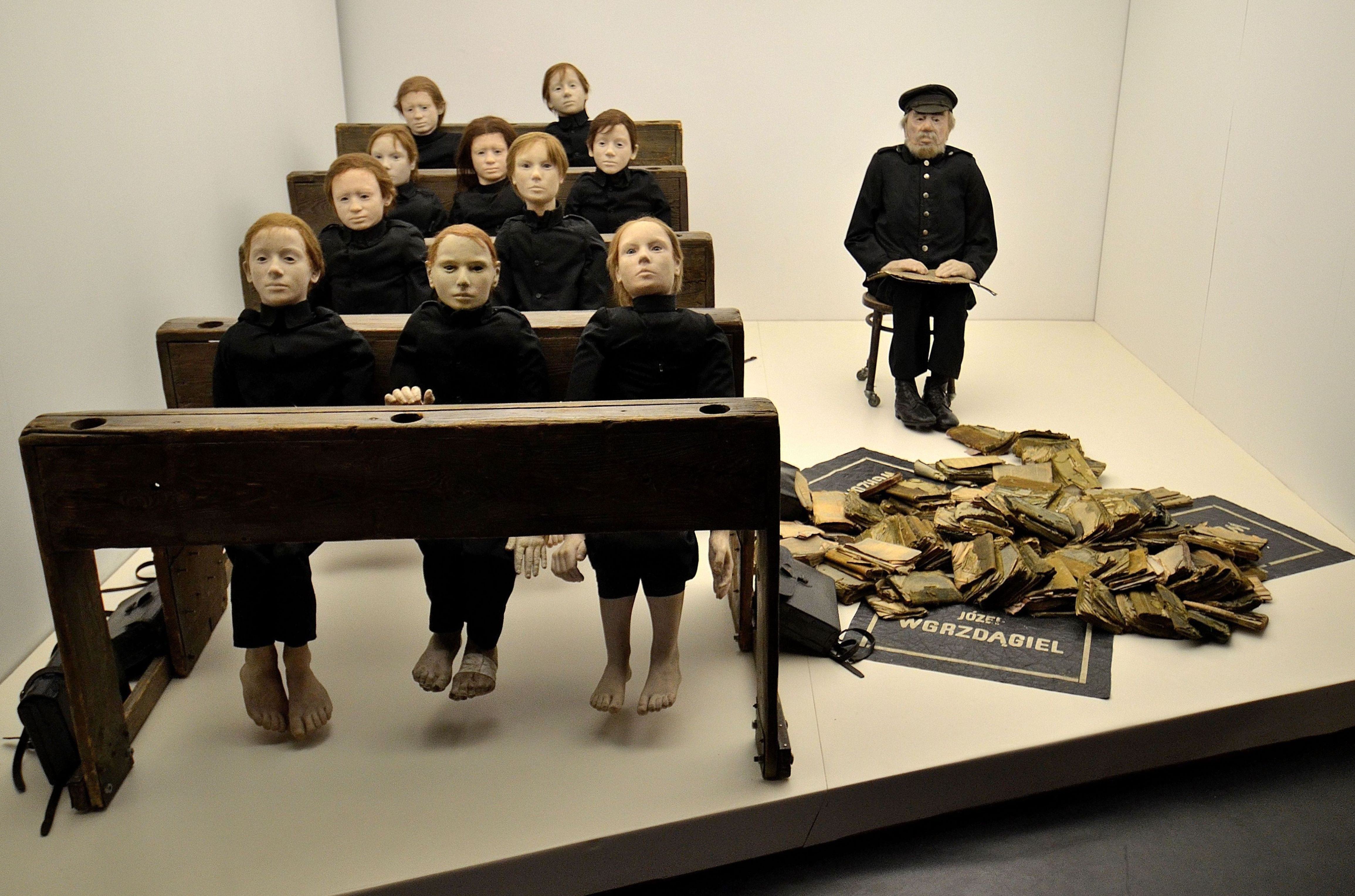
Ławki szkolne i manekiny – fragment stałej ekspozycji do spektaklu Umarła klasa na wystawie czasowej w Muzeum Literatury im. Adama Mickiewicza w Warszawie

Tadeusz Kantor (ur. 6 kwietnia 1915 w Wielopolu Skrzyńskim, zm. 8 grudnia 1990 w Krakowie) – polski malarz i reżyser, scenograf, teoretyk sztuki; w latach 1942–1944 kierował konspiracyjnym Teatrem Niezależnym, od 1955 teatrem Cricot 2, w którym do 1975 wystawił adaptacje dramatów Stanisława Ignacego Witkiewicza, następnie własne przedstawienia Umarła klasa (1975), Wielopole, Wielopole (1980), Niech sczezną artyści (1985), Nigdy tu już nie powrócę (1988), Dziś są moje urodziny (1991).

## Życiorys

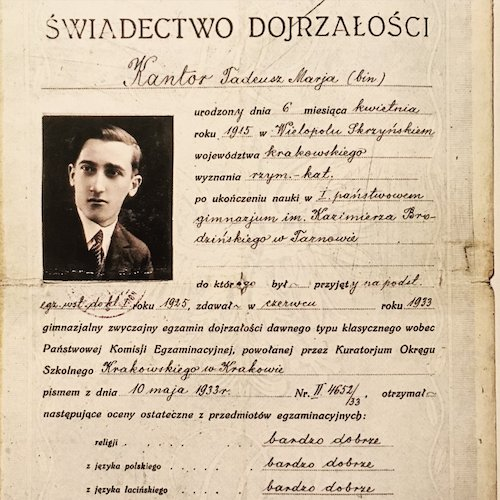
Świadectwo dojrzałości Tadeusza Kantora

Był synem Mariana Kantora i Heleny z Bergerów. Urodził się w 1915 na plebanii katolickiej, gdzie jego matka mieszkała od dzieciństwa z owdowiałą matką, Katarzyną, przyrodnią siostrą proboszcza i dziekana Wielopola, księdza Józefa Radoniewicza. Po I wojnie światowej (1914–1918) jego ojciec nie wrócił do Wielopola – opuścił rodzinę i zamieszkał na Górnym Śląsku z inną kobietą. Matka w 1921 wraz z Tadeuszem i jego starszą siostrą Zofią ze względu na śmierć księdza Radoniewicza przeniosła się do Tarnowa, gdzie Tadeusz rozpoczął naukę w IV klasie (poprzednie klasy odbył w Wielopolu) Szkoły Ćwiczeń przy Seminarium Nauczycielskim Męskim. W latach 1925–1933 pobierał nauki w Gimnazjum im. Kazimierza Brodzińskiego w Tarnowie. W latach 1934–1939 studiował na krakowskiej Akademii Sztuk Pięknych, gdzie był uczniem m.in. Karola Frycza. W tym czasie fascynowała go twórczość Stanisława Wyspiańskiego. 
W czasie wojny przebywał w Krakowie i zarabiał na życie jako malarz pokojowy. 12 grudnia 1939 złożył egzamin końcowy u prof. Frycza. W czasie, gdy ukrywał się w okolicach Wielopola, wykonując prace malarskie w kościele w Nockowej, dowiedział się o aresztowaniu ojca (8 grudnia 1940), który został przewieziony do Oświęcimia w pierwszych transportach z Tarnowa i zginął w obozie Auschwitz-Birkenau 18 marca 1942.
Wraz z kolegami ze studiów i studentami Kunstgewerbeschule stworzył podziemny Teatr Niezależny. Próby odbywały się w domu Ewy Jurkiewicz – pierwszej żony Kantora. W 1945 podjął pracę kierownika malarni w krakowskim Starym Teatrze i zapisał się na kurs scenografii w Studiu Teatralnym prowadzonym przez Andrzeja Pronaszkę, który obok Frycza stał się dla niego drugim idolem. W listopadzie 1946 wraz z Marią Jaremą wziął udział w Międzynarodowej Wystawie Sztuki Współczesnej w paryskim Musée d’Art Moderne. Podróż ta znacząco odbiła się na jego twórczości do tego stopnia, że gdy objął stanowisko profesora malarstwa w Wyższej Szkole Sztuk Plastycznych lub na ASP w Krakowie (w latach 1948–1949), rozpoczął swoją pracę od ataków na tradycjonalizm, co zaowocowało udziałem w wielu ważnych wystawach nowej sztuki. Kariera Kantora jako pedagoga została przerwana w 1949, ponieważ ówczesne władze wprowadziły przejęte z ZSRR zasady realizmu socjalistycznego i zwalczały sztukę nowoczesną, którą uprawiał Kantor. W 1949 został usunięty z ASP i znalazł zatrudnienie jako scenograf w Państwowych Teatrach Dramatycznych, realizując scenografie głównie dla Starego Teatru, gdzie pracował do 1961.
W 1955 jako jeden z dziesiątki polskich artystów (Tadeusz Brzozowski, Maria Jarema, Adam Marczyński, Jadwiga Maziarska, Kazimierz Mikulski, Jerzy Nowosielski, Erna Rosenstein, Jerzy Skarżyński, Jonasz Stern) zaprotestował przeciwko realizmowi socjalistycznemu wystawą 9 Malarzy w Domu Plastyków. Wystawa ta była zapowiedzią powstania Grupy Krakowskiej II. Do 1961 działał jako malarz biorąc udział w wystawach w Nowym Jorku i w Europie m.in. w Paryżu, Sztokholmie, Düsseldorfie, Hamburgu, czy Göteborgu oraz jako scenograf, współtwórca teatru Cricot 2 i organizator życia artystycznego w Polsce jako pierwszy prezes Grupy Krakowskiej. Od tego czasu brał udział w wielu wystawach na całym świecie oraz organizował spektakle teatralne otrzymując za swoją działalność szereg nagród i odznaczeń.
W latach 1967–1969 ponownie wykładał na krakowskiej ASP.
Zmarł nagle po skończeniu próby spektaklu Dzisiaj są moje urodziny 8 grudnia 1990 w Krakowie, kilka godzin po zawale serca. Pochowany na cmentarzu Rakowickim (kwatera LXXII-35-7). W 2013 jego grób został zdewastowany - skradziono elementy znajdującej się na nim rzeźby z brązu przedstawiającej chłopca w ławce czytającego książkę.

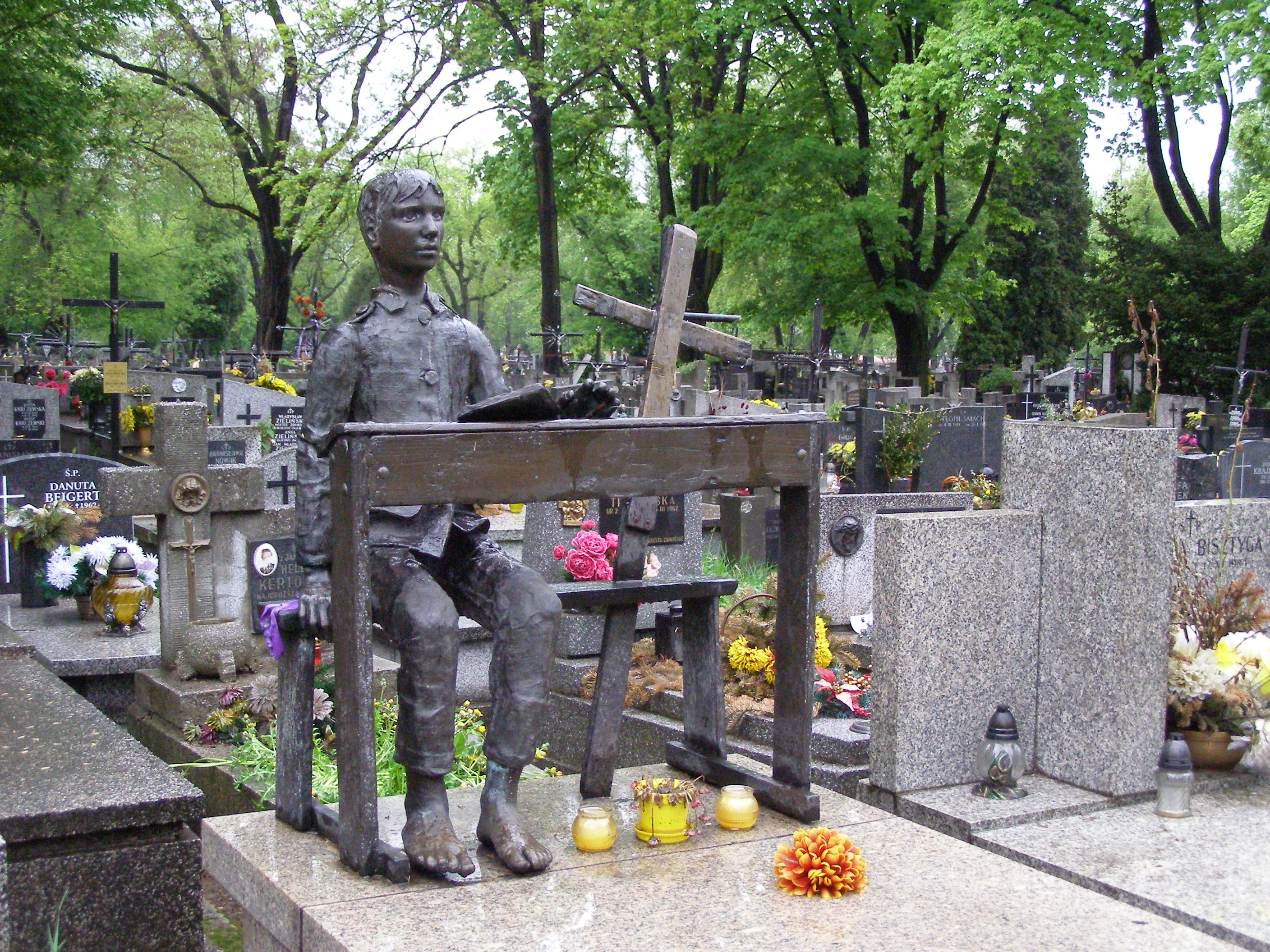
Grób Tadeusz Kantora na cmentarzu Rakowickim w Krakowie, wygląd do stycznia 2013 roku (2010)

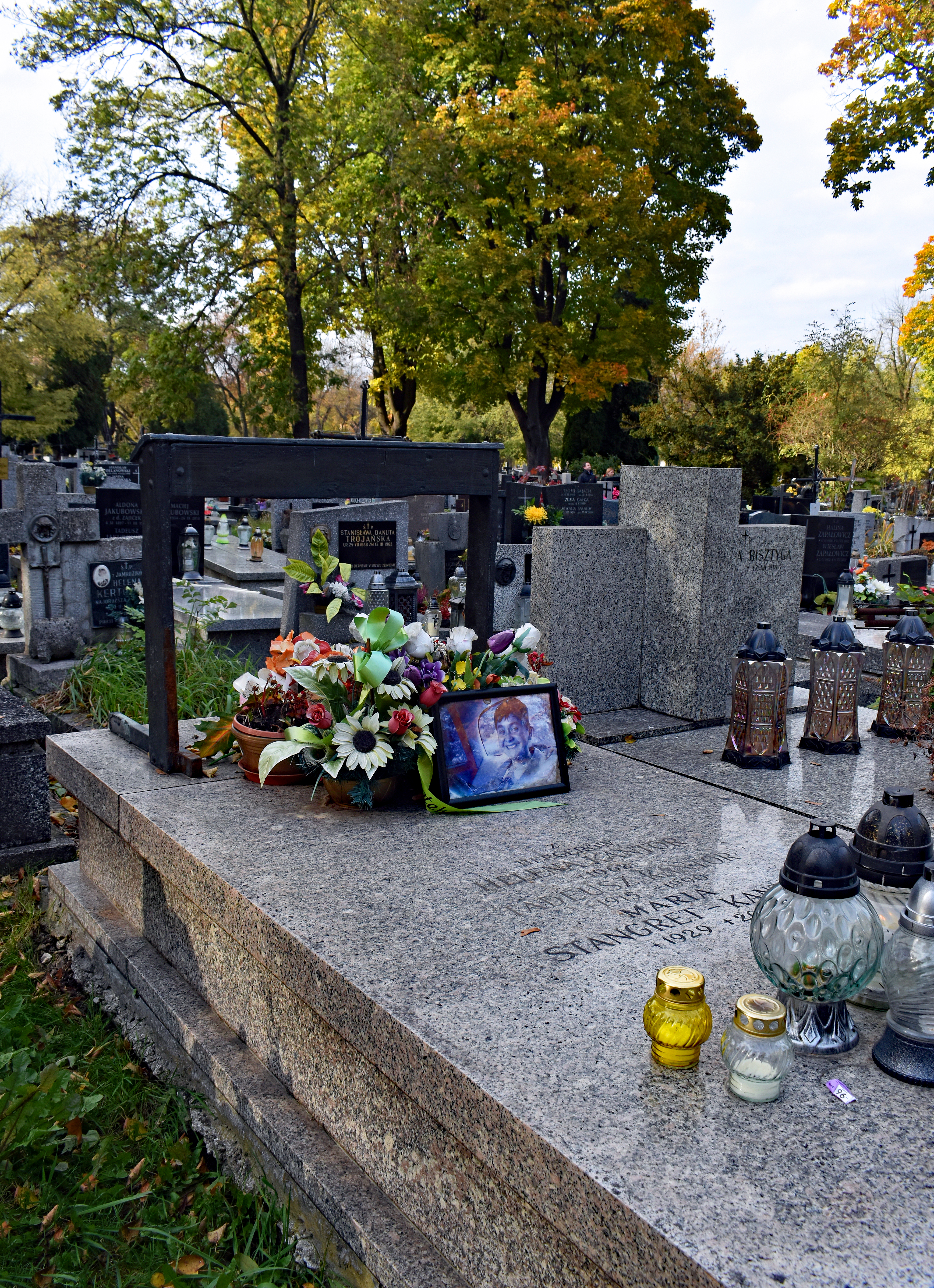
Grób Tadeusza Kantora, jego matki oraz drugiej żony Marii Stangret na cmentarzu Rakowickim (2021)

## Twórczość
Do najsłynniejszych jego prac należą: Dziennik z podróży, Człowiek i stół, Niebezpieczne odwrócenie i Powrót do domu rodzinnego, cykl ambalaży, a także głośne przedstawienia teatralne Umarła klasa i Wielopole, Wielopole. O sztuce Wielopole, Wielopole opowiadającej o rodzinnym mieście Kantora, Franco Quadri napisał: „Kantor połączył w tym przedstawieniu polski mikrokosmos z męką Chrystusa, a Wielopole stało się własnością całego świata”.
Jego pierwsze obrazy i fascynacje teatrem pochodzą z okresu studiów i czasu II wojny światowej. Podczas okupacji Kantor stworzył konspiracyjny Teatr Niezależny, w którym wystawiał dla zaufanej publiczności repertuar narodowy, m.in. Balladynę Juliusza Słowackiego i Powrót Odysa Stanisława Wyspiańskiego. W twórczości artysty malarstwo i teatr były nierozdzielne. W pierwszych latach powojennych tworzył obrazy bliskie surrealizmowi. Jako malarz zamilkł, kiedy władze PRL zaczęły wprowadzać socrealizm w sztuce i dopiero w 1955 wystawił prace pochodzące z tego okresu. W 1957 włączył się w najnowsze poszukiwania sztuki światowej, nawiązując w serii obrazów do informelu. Równocześnie prowadził teatr Cricot 2. Wystawiał sztuki Stanisława Ignacego Witkiewicza, a później własne. Przekonany, że sztywne, uświęcone tradycją granice między sztukami należy znieść, działał w różnych dziedzinach poza malarstwem i teatrem: organizował happeningi w tym najbardziej znany Panoramiczny happening morski, tworzył „obiekty sztuki”, które często były fragmentami scenografii do przedstawień oraz obrazy, w których fragmenty malowane występują razem z gotowymi przedmiotami znalezionymi.
Według jego projektu powstała rzeźba Krzesło, której dwa (nieidentyczne) egzemplarze znajdują się w Hucisku oraz we Wrocławiu.
Podczas wielu podróży po świecie stykał się z nowymi trendami w sztuce, a po przyjeździe do kraju rozwijał swoje obserwacje. Był jednym z pierwszych artystów uprawiających informel, konceptualizm, happening; zaszczepił te kierunki w polskiej sztuce.

## Teatr
W 1955 grupa plastyków, krytyków i teoretyków sztuki pod kierownictwem Kantora założyła teatr Cricot 2. Pierwszą premierą grupy (1956) była Mątwa według Witkiewicza. Już w tym przedstawieniu Kantor zastosował elementy dla jego przedstawień charakterystyczne – aktorzy poruszający się niczym kukły, technika gry utrzymana w charakterze niemego filmu.
W kolejnym przedstawieniu – Cyrk według Kazimierza Mikulskiego (malarza i członka zespołu) – Kantor posłużył się ambalażem; opakował czarną materią aktorów, co pozbawiło ich oraz przedmioty właściwego im kształtu, przemieniło w jednolitą materię. Kolejnym krokiem był „teatr informel”: poddający się przypadkowi, teatr automatyczny. W przedstawieniach W małym dworku według Witkacego aktorzy traktowani byli na równi z przedmiotami, pozbawieni indywidualności. Kantor poszukiwał właściwej formy dla swych scenicznych wypowiedzi powołując „teatr zerowy”, którego ideą było pozbawienie przedstawienia akcji, dzianie się (Wariat i zakonnica według Witkacego z 1963).
Poszukiwania takie doprowadziły Kantora do rodzącego się wówczas na świecie happeningu. W 1965 odbyły się pierwsze polskie happeningi: Cricotage i Linia podziału, a dwa lata później List oraz Panoramiczny happening morski.
„Teatr śmierci” był ostatnim nurtem w twórczości teatralnej Kantora. Powstały wówczas spektakle: Umarła klasa, Wielopole, Wielopole, Niech sczezną artyści, Nigdy już tu nie powrócę oraz spektakl, którego premiera odbyła się już po śmierci artysty – Dziś są moje urodziny. We wszystkich tych spektaklach motywem głównym były śmierć, przemijanie, pamięć. W wielu przedstawieniach Kantor uczestniczył bezpośrednio jako obecny na scenie „mistrz ceremonii”, który, niczym dyrygent, nadawał akcji odpowiednie tempo i rytm, kiedy trzeba interweniując w jej przebieg. Lesław Czapliński w swoich analizach Umarłej klasy oraz Wielopola, Wielopola postawił tezę, że są one ukształtowane na podobieństwo formy muzycznej zrealizowanej w tworzywie pozadźwiękowym, mimo że same cytaty muzyczne odgrywają w nich istotną rolę.
W 1976 Andrzej Wajda nakręcił film dokumentalny Umarła klasa. Seans T. Kantora, który stanowi zapis inscenizacji spektaklu Umarła Klasa Kantora.

## Życie prywatne
W latach 1945–1961 był żonaty z Ewą Jurkiewicz, z którą miał córkę, Dorotę Krakowską, artystkę graficzkę. 10 kwietnia 1961 ożenił się z Marią Stangret.
Przyjaźnił się z ks. Julianem Śmietaną, dla którego w latach 30. wykonał liczne prace malarskie w kościele parafialnym.

## Ordery i odznaczenia
- Złoty Krzyż Zasługi (15 lipca 1954)[11]
- Medal 10-lecia Polski Ludowej (28 stycznia 1955)[12]
- Odznaka tytułu honorowego „Zasłużony dla Kultury Narodowej” (1986)[13]
- Odznaka „Zasłużony dla województwa rzeszowskiego” (1983)[14]
- Złota Odznaka „Za Pracę Społeczną dla miasta Krakowa” (1965)[15]
- Krzyż Wielki Orderu Zasługi Republiki Federalnej Niemiec (1990) „za znaczący wpływ wywarty na współczesną sztukę w Europie i za zasługi w ożywieniu obrazu kulturalnego RFN”
- Komandor Orderu Sztuki i Literatury (Francja, 1989)
- Kawaler Orderu Legii Honorowej (Francja, 1985)

## Nagrody i wyróżnienia
- 1955 – wyróżnienie Podkomitetu Literatury i Sztuki Nagrody Państwowej za twórczość scenograficzną, a w szczególności za scenografię sztuki Nazima Hikmeta Legenda o miłości[16]
- 1976 – nagroda honorowa za przedstawienie Umarłej klasy na 17. Festiwalu Polskich Sztuk Współczesnych we Wrocławiu
- 1976 – Nagroda im. Tadeusza Boya-Żeleńskiego za Umarłą klasę,
- 1977 – nagroda krytyki im. Norwida za Umarłą klasę,
- 1978 – nagroda za najlepszy spektakl Umarłą klasę, Caracas
- 1978 – nagroda im. Rembrandta przyznawana przez międzynarodowe jury Fundacji im. Goethego w Bazylei za rzeczywisty wkład w kształtowanie obrazu sztuki naszej epoki
- 1978 – Nagroda Miasta Krakowa[17]
- 1980 – nagroda OBIE (USA) – nagroda krytyków nowojorskich, przyznawana za najlepszy spektakl grany na Broadwayu, a także off- i off- off-Broadway – za rok 1979 za wystawienie Umarłej klasy,
- 1981 – nagroda Ministra Kultury i Sztuki I stopnia w dziedzinie teatru za twórczość scenograficzną
- 1982 – dyplom Ministra Spraw Zagranicznych za upowszechnianie kultury polskiej za granicą
- 1986 – nagroda „Targa Europea” nagroda przyznawana wybitnym przedstawicielom kultury i nauki w Europie, Włochy
- 1986 – nagroda krytyków nowojorskich za najlepszy spektakl na Broadwayu (reżyseria i gra aktorów)
- 1989 – Nagroda Sekcji Krytyków Teatralnych Polskiego Ośrodka Międzynarodowego Instytutu Teatralnego

## Upamiętnienie
Rok 2015 został ogłoszony przez UNESCO Rokiem Tadeusza Kantora, w tym samym roku uchwałą Senat RP oddał hołd twórczości Tadeusza Kantora.

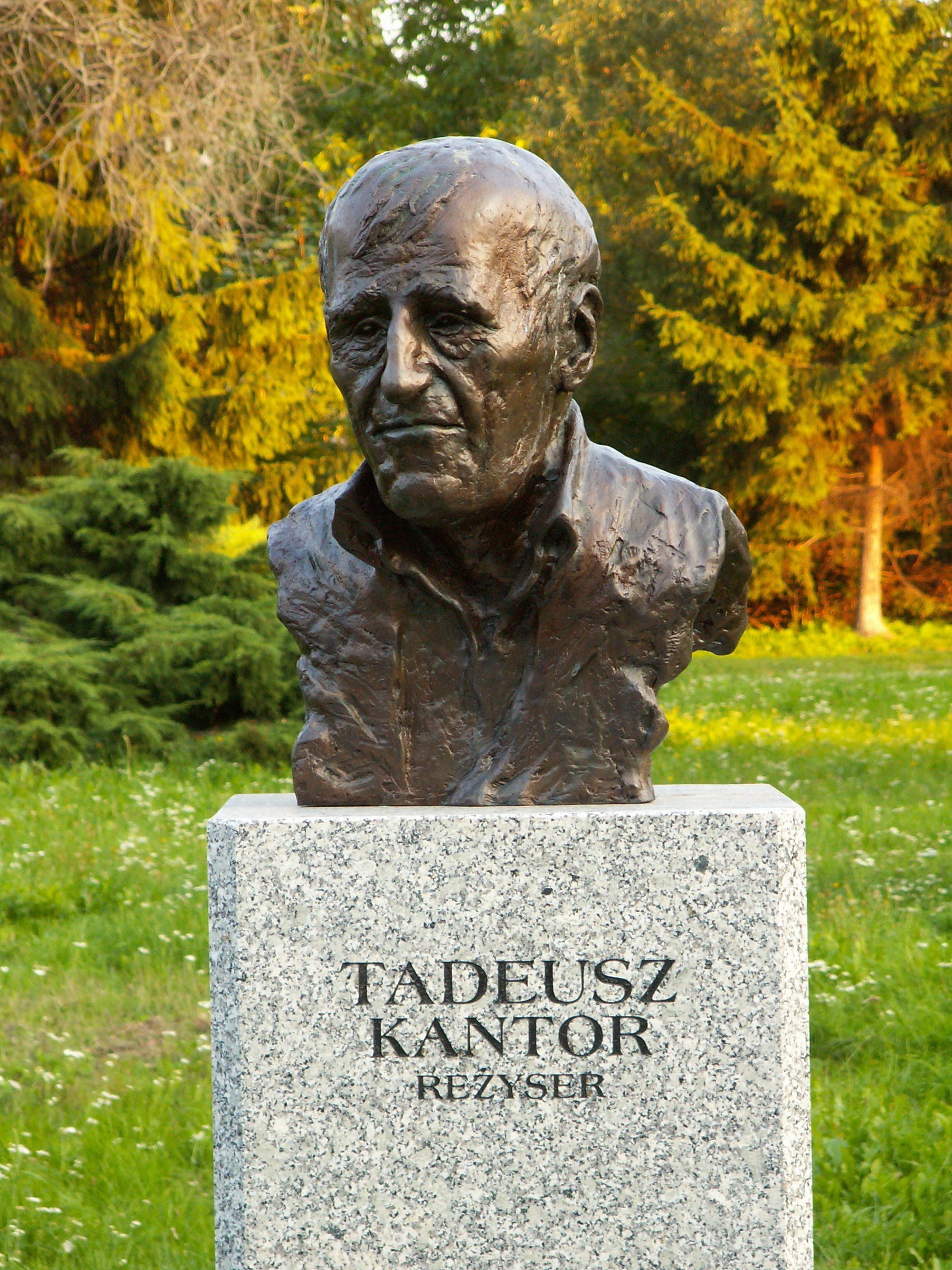
Popiersie artysty w Kielcach

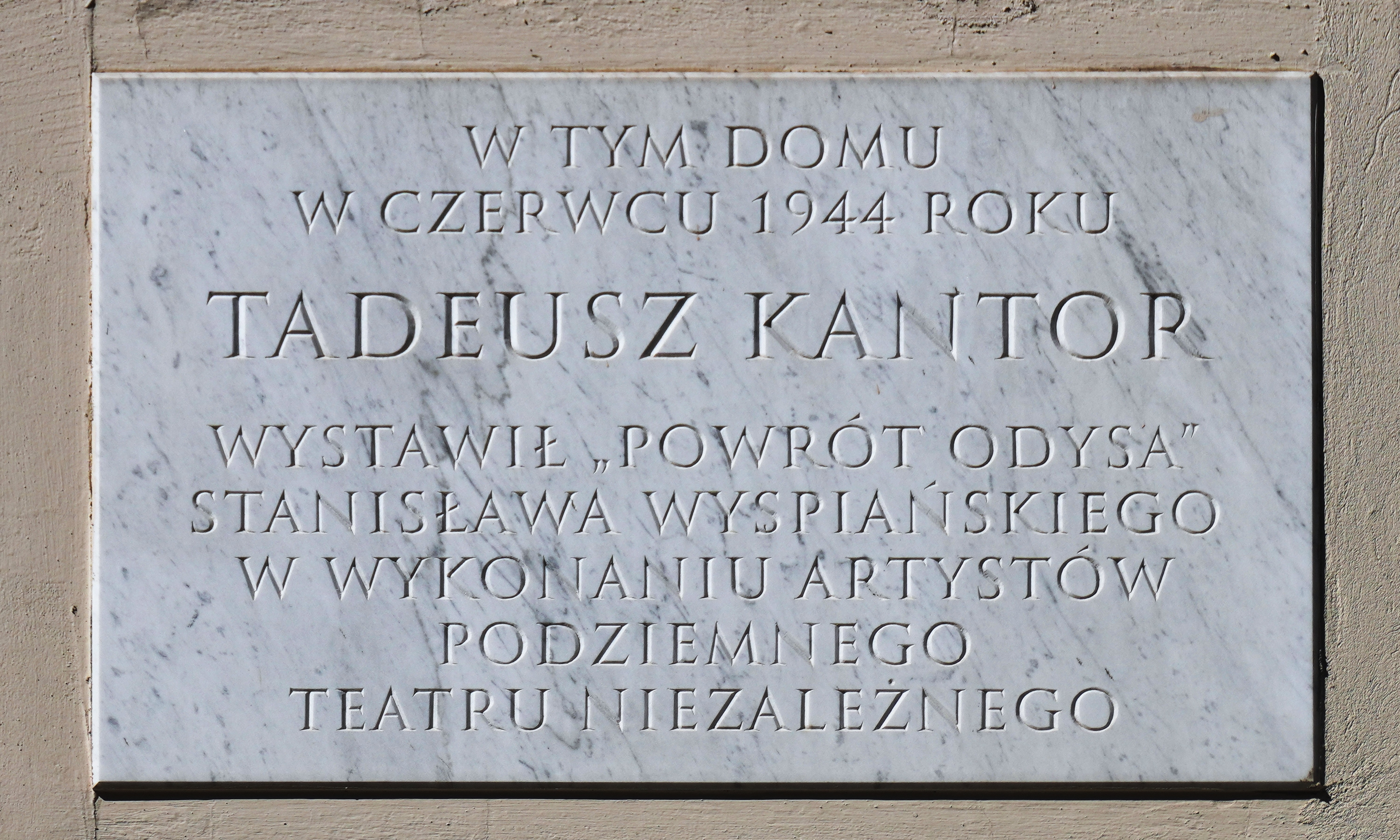
Tablica upamiętniająca Tadeusza Kantora w elewacji kamienicy przy ul. Ambrożego Grabowskiego 3 w Krakowie

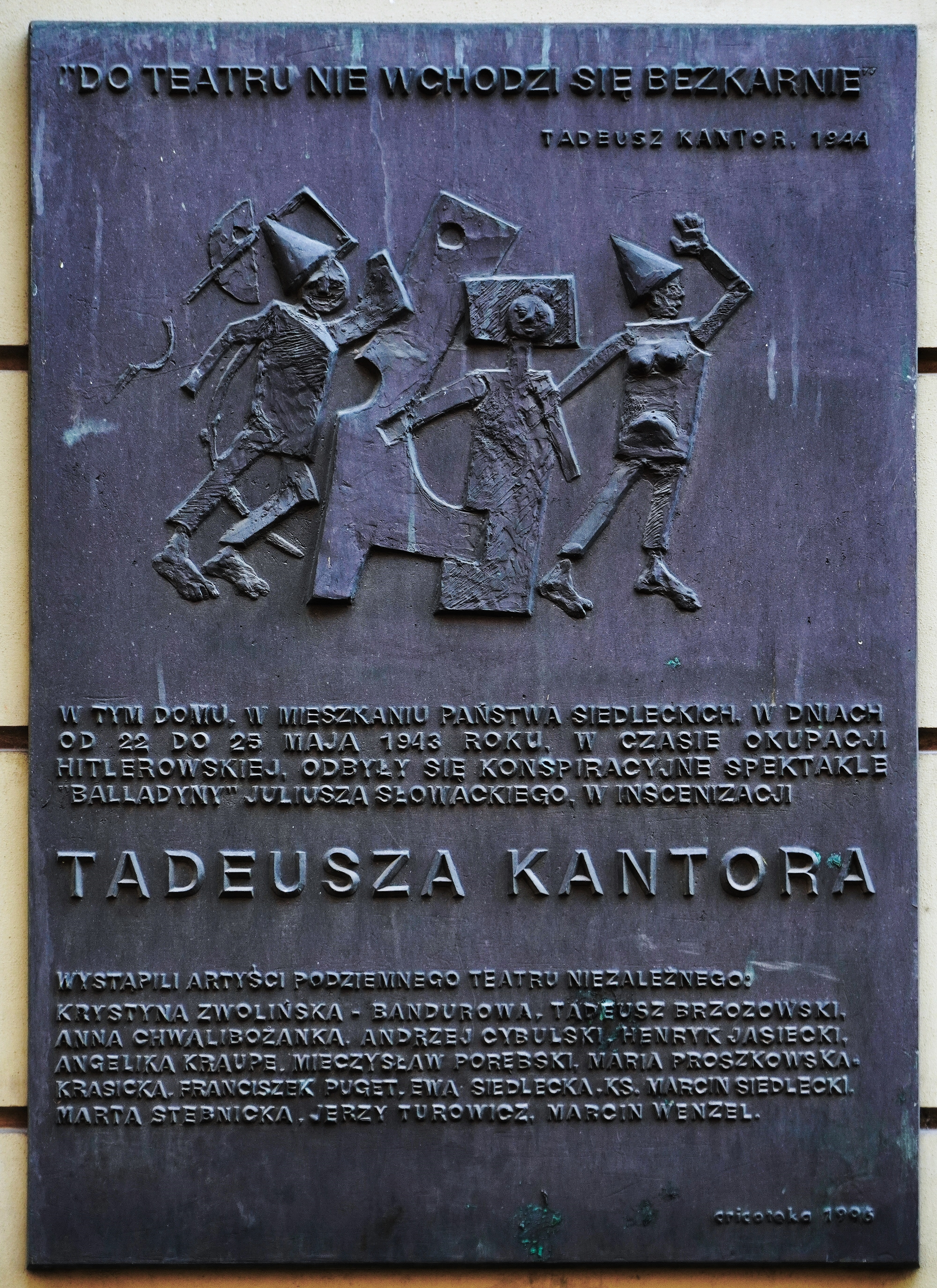
Tablica upamiętniająca Tadeusza Kantora w elewacji kamienicy przy ul. Szewskiej 21 w Krakowie